# Alconaba
Alconaba – gmina w Hiszpanii, w prowincji Soria, w Kastylii i León, o powierzchni 52,45 km². W 2011 roku gmina liczyła 190 mieszkańców.